# Amy Shuard
Amy Shuard (Londres, 19 de julio de 1924 - 18 de abril de 1975) fue una soprano dramática inglesa.
Fue una formidable soprano dramática en roles de Verdi, Wagner, Strauss y Puccini como Turandot - donde fue entrenada por su maestra, la legendaria Eva Turner -, Lady Macbeth, Brünnhilde, Kundry, Elektra, Aida, Jenufa, Santuzza y Elisabeth en Don Carlo.
Muy celebrada entre las audiencias británicas en el teatro Sadlers Wells, descolló en Covent Garden y en Viena, San Francisco, La Scala, Bayreuth y el Teatro Colón de Buenos Aires en Macbeth (1964) y donde alternó con Birgit Nilsson en la tetralogia de El anillo del nibelungo de Wagner en 1967.
Murió en la plenitud de carrera y su legado discográfico es escueto.

## Discografía de referencia
- Verdi: Macbeth / Molinari-Pradelli
- Verdi: Un Ballo Maschera / Downes
- Wagner: Parsifal / Goodall